# Verchnekamskij rajon
Il Verchnekamskij rajon (in russo Верхнекамский район?) è un rajon dell'Oblast' di Kirov, nella Russia europea, il cui capoluogo è Kirs. Istituito nel 1965, ricopre una superficie di 10.370 chilometri quadrati.